# Diag
Diag is een Duits historisch merk van hulpmotoren en motorfietsen.
De bedrijfsnaam was: Diag GmbH Motorrad- und Apparatebau, Leipzig.
Na de Eerste Wereldoorlog was er in Duitsland grote behoefte aan lichte en goedkope vervoermiddelen. Vooral in 1923 sprongen veel bedrijven daarop in door motorfietsen te gaan produceren, maar Diag zette in op 83- en later 101cc-hulpmotoren voor fietsen. Het waren viertaktmotortjes die ca. 1- resp. 1,7 pk leverden en een snelheid van 50 km/uur mogelijk maakten. De fiets werd door een riem aangedreven, maar als de klant dat wilde kon ook kettingaandrijving geleverd worden.
Later leverde men ook echte motorfietsen, zoals de Diag Type VII met een 185cc-kopklepmotor, de Diag Type VIII met een 175cc-JAP-zijklepmotor, de Diag Type IX met een 350cc-zijklepmotor en de Diag Type X met een 350cc-Kühne-kopklepmotor. Deze machines hadden allemaal een dubbel wiegframe.
De zwaardere modellen kregen een Sturmey-Archer-versnellingsbak, terwijl voor de lichtere modellen de voor fietsen ontwikkelde Fichtel & Sachs tweeversnellingsnaaf werd aangeboden. Er waren zelfs zeer luxe modellen waarbij de uitlaatgassen door de holle treeplanken werden gestuurd, zodat deze verwarmd waren. Ook ontwikkelde men een eigen Diag-verlichtingsset met een dynamo.
In 1925 verdwenen in Duitsland ruim 150 motorfietsmerken, die zich gericht hadden op goedkope motorfietsjes maar elkaar daardoor ook sterk beconcurreerden. Diag overleefde deze periode, wellicht door het uitgebreide aanbod en de duurdere modellen. De beurskrach van 1929, die de Grote Depressie veroorzaakte, overleefde het bedrijf echter niet: in 1931 werd de productie beëindigd.